# 赫伯特·德鲁里
赫伯特·德鲁里（英語：Herbert Drury，1883年1月5日—1936年7月11日），英国男子竞技体操运动员。他曾获得1912年夏季奥运会体操比赛男子团体全能铜牌。他也参加了1908年夏季奥运会。